# Depossedierung
Depossedierung (von französisch déposséder: aus dem Besitz vertreiben, enteignen, entthronen) bedeutet im weiteren Sinne den Verlust eines Territoriums oder des Throns, ist also ein Äquivalent zu „Absetzung“.
Der Begriff kam in der Geschichtsschreibung des 19. Jahrhunderts in Gebrauch, insbesondere im Zusammenhang mit der Behandlung des Friedens von Lunéville und des Reichsdeputationshauptschlusses („depossedierte Fürsten“ durch das an Frankreich abgetretene linke Rheinufer), und wurde in der zweiten Hälfte des 19. Jahrhunderts für die Herrscher verwandt, die 1859 und 1861 im Zuge der Einigung Italiens und 1866 infolge des preußisch-österreichischen Krieges abgesetzt wurden:
- in Italien die Herzöge von Parma und Modena, der Großherzog von Toskana und der König von Sizilien,
- in Deutschland der König von Hannover, der Kurfürst von Hessen und der Herzog von Nassau.

Die depossedierten Fürsten und ihre Familien behielten ihre Titel und Ehrenrechte sowie das Recht der Ebenbürtigkeit mit den regierenden Häusern.
Umgekehrt bedeutet possedieren, dass jemand etwas besitzt, einen Besitz innehat. Dieser Terminus findet sich bereits in der Rechtssprache des 13. Jahrhunderts. Etwa während des Jülich-Klevischen Erbfolgestreits wurden Wolfgang Wilhelm von Pfalz-Neuburg und Johann Sigismund von Brandenburg, als sie bereits von der Erbmasse Jülich-Kleve-Bergs Besitz ergriffen hatten, als die Possedierenden bezeichnet.